# Рудевичі
Рудевичі (біл. вёска Рудзевічы) — село в складі Мядельського району Мінської області, Білорусь. Село підпорядковане Сватківській сільській раді, розташоване в північній частині області.